# Хусейн Рушди-паша
Хусейн Рушди-паша (араб. حسين رشدي باشا‎; 1863—1928) — египетский государственный деятель. Премьер-министр Египта (1914—1919).

## Биография
Турок по происхождению. Получил образование в Париже. В 1885 году стал бакалавром права, позже получил диплом на факультете политических наук и степень доктора наук в Парижской Свободной школе политических наук.
В 1892 году по приглашению хедива Аббаса II Хильми вернулся в Египет и представил всеобъемлющий доклад о состоянии образования в Египте, о котором просил Аббас II.
С 1893 года в течение шести лет работал инспектором иностранных языков. С 1896 года — на преподавательской работе.
В 1899—1913 годах — на судебной работе. Позже назначен министром образования Египта
Четыре раза занимал кресло Премьер-министра Египта (5 апреля 1914 — 19 декабря 1914, 19 декабря 1914 — 9 октября 1917, 10 октября 1917 — 9 апреля 1919, 9 апреля 1919 — 22 апреля 1919). Одновременно — министр внутренних дел (1914—1919).
Его премьерство пришлось на период Первой мировой войны, отделения египетского королевства от Османской империи в результате объявления войны Турцией на стороне Германии, и установления протектората Великобритании над Египтом в 1914 году. Под давлением британских властей, Рушди-паша издал решение своего правительства, которое объявило войну центральным державам.
Позднее Рушди-паша был вынужден уйти в отставку в результате ряда протестов и демонстраций, которые привели к дальнейшему обострению кризиса и послужили началом к Египетской революции 1919 года. Временно работал министром информации.
В 1921 году был членом официальной делегации на англо-египетских переговорах с министром иностранных дел Великобритании Керзоном.
В 1922 году занимал пост председателя Конституционного комитета по выработке конституции Египта.
Умер 14 марта 1928 года.